# غاري هدسون (مدرب كرة سلة)
غاري هدسون (بالإنجليزية: Gary Hudson)‏ هو مدرب كرة سلة أمريكي، ولد في 29 أغسطس 1949 في ماكوك في الولايات المتحدة، وتوفي في 1 فبراير 2009.